# پاریس را فراموش کن
پاریس را فراموش کن (به انگلیسی: Forget Paris) فیلمی محصول سال ۱۹۹۵ و به کارگردانی بیلی کریستال است. در این فیلم بازیگرانی همچون بیلی کریستال، دبرا وینگر، جو مانتگنا، جولی کاونر، ریچارد ماسور، کتی موریارتی، سینتیا استیونسون، ویلیام هیکی، جان اسپنسر، تام رایت، رابرت کوستانزو و دن کستلانتا ایفای نقش کرده‌اند.